# Jukka Ylipulli
Jukka Petteri Ylipulli (* 6. Februar 1963 in Rovaniemi) ist ein ehemaliger finnischer Nordischer Kombinierer.

## Werdegang
Ylipulli begann seine Sportlerlaufbahn als Schwimmer und gewann dabei sogar einmal den Titel des Finnischen Jugendmeisters, bevor er das Schwimmen mit 15 Jahren aufgab und zum Skisport wechselte.
Sein internationales Debüt als Nordischer Kombinierer gab Ylipulli, der für Ounasvaaran Hiihtoseura startete, am 17. Dezember 1983 im Rahmen des Weltcups der Nordischen Kombination in Seefeld in Tirol. Dabei erreichte er als 14. auf Anhieb die Punkteränge. Wenige Wochen später gewann er im Einzelwettbewerb der Olympischen Winterspiele 1984 in Sarajevo  die Bronzemedaille.
Bei der Nordischen Skiweltmeisterschaft 1984 in seiner Heimatstadt Rovaniemi gewann er gemeinsam mit Rauno Miettinen in Jouko Karjalainen die Silbermedaille im Team. Auch in der Saison 1984/84 konnte er in St. Moritz wieder in den Punkten landen. Im Januar 1985 gelang ihm in Schonach im Schwarzwald als Sechster erstmals eine Top-10-Platzierung. Bei der Nordischen Skiweltmeisterschaft 1985 in Seefeld wurde er gemeinsam mit Karjalainen und Jyri Pelkonen Dritter und gewann damit Bronze.
In die Saison 1985/86 startete er erst im Februar 1986 in Lahti und verpasste dabei als Vierter sein erstes Podium nur knapp. Nachdem er in Oslo ebenfalls deutlich in den Punkten landete, beendete er die Saison auf dem 15. Platz der Gesamtwertung. Dieser Platz gelang ihm auch in der Saison 1987/88, in der er zudem in Rovaniemi mit dem zweiten Rang sein erstes und einziges Weltcup-Podium erreichte. In der Folge konnte Ylipulli jedoch an diesen Erfolg nicht mehr anknüpfen. Mit dem Start bei der Nordischen Skiweltmeisterschaft 1991 im Val di Fiemme beendete er seine aktive Karriere. Dabei konnte er mit der Mannschaft noch einmal den sechsten Rang belegen.
Nach dem Ende seiner aktiven Karriere arbeitete Ylipulli als Kombinationstrainer. Von 1991 bis 1996 trainierte er die finnischen Junioren, bevor er parallel dazu ab 1993 den Cheftrainerposten des A-Kaders übernahm. Von 2001 bis 2002 war er Trainer des US-Teams. 2004 kehrte er zurück auf den Trainerposten beim finnischen Nationalteam.
In seiner Freizeit widmet sich Ylipulli dem Orientierungslauf. Seine jüngeren Brüder Tuomo und Raimo waren erfolgreiche Skispringer.

## Erfolge

### Weltcup-Statistik
Die Tabelle zeigt die erreichten Platzierungen im Einzelnen.
- Platz 1.–3.: Anzahl der Podiumsplatzierungen
- Top 10: Anzahl der Platzierungen unter den ersten zehn
- Punkteränge: Anzahl der Platzierungen innerhalb der Punkteränge
- Starts: Anzahl gelaufener Rennen in der jeweiligen Disziplin

| Platzierung         | Einzel a | Sprint | Massenstart | Team   | Team    | Gesamt |
| Platzierung         | Einzel a | Sprint | Massenstart | Sprint | Staffel | Gesamt |
| ------------------- | -------- | ------ | ----------- | ------ | ------- | ------ |
| 1. Platz            |          |        |             |        |         |        |
| 2. Platz            | 1        |        |             |        |         | 1      |
| 3. Platz            |          |        |             |        |         |        |
| Top 10              | 7        |        |             |        |         | 7      |
| Punkteränge         | 14       |        |             |        |         | 14     |
| Starts              | 14       |        |             |        |         | 14     |
| Stand: Karriereende |          |        |             |        |         |        |